# Shiro Saigo
Saigō Shiro (西郷 四郎, Saigō Shiro), né le 4 février 1866 et mort le 23 novembre 1922[réf. nécessaire], est un judoka japonais.

## Biographie
Avant de s'appeler ainsi, Saigō Shiro était nommé Shida Shiro. À ses neuf ans, il devient le fils adoptif de Saigō Tanomo (Chikamasa) et devient un « Saigō ». Au Kodokan, il était surnommé « Le Chat du Kodokan », expliqué dans l'histoire presque légendaire qui suit. 

## Le combat légendaire
Un jour, l'école du Kodokan reçut un défi. Saigō Shiro, un jūjutsuka embauché par Jigorō Kanō, avait été désigné pour combattre avec Entaro Koshi, une sorte de géant patibulaire surnommé « Le Démon de l'École Tokuza ».
Pendant le combat, Saigō esquivait simplement les attaques de Koshi et semblait se moquer de ses multiples tentatives. À un moment, Koshi réussit à attaquer Saigō. Il le souleva alors à la hauteur de ses épaules et le projeta à terre de toutes ses forces. Mais Saigō Shiro, qui était surnommé « Le Chat du Kodokan », réussit à retrouver son équilibre durant sa chute et se retrouva face à Entaro Koshi en criant « Maittana! », signifiant « Je ne suis pas battu ! ». Le Démon de l'École Tokuza eut une seconde de stupeur et Saigō Shiro en profita pour le faire basculer par-dessus son épaule avec une projection devenue célèbre mais aujourd'hui plus utilisée, yama-arashi, signifiant « Tempête sur la Montagne ». Entaro Koshi fit sortir un long « Tō! » de sa bouche et s'avoua vaincu.
Ceci était le premier pas de l'ascension de Kano Jigoro et du Kodokan.

## Honneurs et récompenses
Saigō Shiro a reçu le 6e dan à titre posthume en 1923.